# Ops!
Ops! è il sesto album in studio del gruppo musicale italiano Rio, pubblicato nel 2016.

## Tracce
1. Dichiarazioni d'amore alla luna – 3:32
2. Infinito – 3:49
3. Coremigrante – 3:31
4. Sospirarti – 3:08
5. Ditedime – 3:04
6. Parolesenza – 2:47
7. Mondoè – 3:14
8. J'adore rockenrolla – 3:36
9. Questioni private – 3:42
10. Elefante rosa – 1:16
11. Se credi che il mondo stia lì ad aspettare – 3:23
12. Ops! – 3:35
13. Skanzonata – 3:17